# Leonie Benesch
 Leonie Benesch (Hamburgo, Alemania, 22 de abril de 1991), es una actriz alemana. Entre las producciones cinematográficas en las que ha participado destacan Babylon Berlin y The Crown, en la que realizó el papel de la hermana mayor del príncipe Felipe de Edimburgo, Cecilia de Grecia y Dinamarca.

## Biografía
Nació en Hamburgo, Alemania. Creció en Tubinga, estado de Baden-Württemberg. Joven, recibe una educación en la escuela Steiner-Waldorf.

### Carrera actoral
En 2007, Leonie Benesch apareció en el largometraje Beautiful Bitch de Martin Theo Krieger.
En 2009, interpretó a la niñera de bebés gemelos en el drama La cinta blanca de Michael Haneke, que ganó la Palma de Oro en el Festival de Cine de Cannes. Ganó el premio a la mejor actriz por esta película en la ceremonia de los Young Artist Awards en 2010.
En 2010, interpretó un papel secundario en Picco de Philip Koch. El mismo año, fue Yvonne Fondu au noir (Colores en la Oscuridad) de Sophie Heldman, junto a Senta Berger y Bruno Ganz.
En 2013, apareció en un episodio Freunde bis in den Tod de la serie de detectives Tatort. Fue nombrada mejor actriz joven en los Premios Günter-Strack en 2014.
En 2017, interpretó el papel de Greta Overbeck en la serie Babylon Berlin, gracias a la cual ganó el premio a la mejor actriz de reparto en el Deutscher Schauspielpreis en 2018. Continúa hasta 2020. Ese mismo año, interpreta a Cecilia de Grecia y Dinamarca, la hermana mayor de Felipe de Edimburgo, en tres episodios de la serie The Crown.
En 2019 aparece como la escritora Elisabeth Hauptmann, en plena juventud, en la película biográfica en forma de docudrama en dos partes Brecht de Heinrich Breloer.
En 2020, interpretó el papel de Elsa en la película germano-rusa Persian Lessons  de Vadim Perelman, una adaptación de la obra de radio Creation of a Language  de Wolfgang Kohlhaase (2008)
En 2021, es Abigail Fix en La vuelta al mundo en 80 días.

## Filmografía
| Año  | Película                                | Interpreta          | Notas                 |
| ---- | --------------------------------------- | ------------------- | --------------------- |
| 2007 | Beautiful Bitch                         | Gitti               |                       |
| 2009 | The White Ribbon                        | Eva                 |                       |
| 2010 | Picco                                   | Kevins Freundin     |                       |
| 2010 | de                                      | Yvonne              |                       |
| 2011 | Was uns zusteht                         | Kerstin             |                       |
| 2012 | Morgenröte                              | Lynn                |                       |
| 2013 | Brüderlein                              | Teresa              |                       |
| 2013 | George                                  | Margot Hanke        | filme para televisión |
| 2013 | Das Jerusalem-Syndrom                   | Maria Gärtner       | filme para televisión |
| 2014 | Die Flut ist pünktlich                  | Mia Halbach         | filme para televisión |
| 2014 | Die Frauen der Wikinger - Odins Töchter | Jova                | Filme para televisión |
| 2015 | 8 Seconds                               | Helen               |                       |
| 2019 | Brecht                                  | Elisabeth Hauptmann |                       |
| 2020 | Phoenix                                 | Jenny               |                       |
| 2020 | Persian Lessons                         | Elsa                |                       |
| 2020 | Der Überläufer                          | Hildegard Roth      |                       |

### Televisión
| Año        | Serie                       | interpreta                    | Notas                              |
| ---------- | --------------------------- | ----------------------------- | ---------------------------------- |
| 2012       | Cologne P.D.                | Nadia Winkowski               | Episodio: "Zeugin in Angst"        |
| 2012       | Der Kriminalist             | Clarissa von Tannenhof        | Episodio: "Blaues Blut"            |
| 2013       | Tatort                      | Julia                         | Episodio: "Freunde bis in den Tod" |
| 2017       | Howards End                 | Frieda Mosenbach              | 1 episodio                         |
| 2017, 2019 | The Crown                   | Cecilia de Grecia y Dinamarca | 3 episodios                        |
| 2017–2020  | Babylon Berlin              | Greta Overbeck                | principal                          |
| 2018       | Counterpart                 | Sofia                         | 2 episodios                        |
| 2018       | Morden im Norden            | Gaby Zinke                    | Episodio: "Jäger und Sammler"      |
| 2019       | Holiday Secrets             | Lara                          | recurrente                         |
| 2020       | Spy City                    | Eliza Hahn                    | recurrente                         |
| 2021       | Around the World in 80 Days | Abigail "Fix" Fortescue       | principal                          |